# Geolycosa uruguayaca
Geolycosa uruguayaca là một loài nhện trong họ Lycosidae.
Loài này thuộc chi Geolycosa. Geolycosa uruguayaca được Embrik Strand miêu tả năm 1909.